# 追捕弗雷德曼家族
《追捕弗雷德曼家族》（英語：Capturing the Friedmans）是Andrew Jarecki导演的一部纪录片。它聚焦于20世纪80年代的阿诺德和杰西·弗雷德曼的猥亵男童案的调查。 它在2003年获奥斯卡奖最佳纪录片提名。一些声称受弗雷德曼所害的家庭曾写信给委员会抗议此次提名。
Jarecki最初是要拍一部关于纽约儿童生日派对艺人的电影，其中包括广受欢迎的小丑大卫·弗雷德曼。调查中，Jarecki得悉，大卫的哥哥，杰西和他的父亲阿诺德，已被判儿童性虐待罪。 Jarecki采访了一些有关儿童，拍成了这部电影。